# Ctimene (bướm đêm)
Ctimene là một chi bướm đêm thuộc họ Geometridae.

## Các loài
- Ctimene aurinata (Walker, [1865])
- Ctimene flavannulata (Warren, 1899)
- Ctimene hieroglyphica (Walker, [1865])
- Ctimene intercisa (Walker, [1865])
- Ctimene plagiata (Walker, [1865])
- Ctimene tricinctaria (Linnaeus, 1767)
- Ctimene xanthomelas Boisduval, 1832